# Эйхов, Виктор Викторович
Виктор Викторович Эйхов (1908—1960) — советский драматический актёр.

## Биография
Виктор Эйхов родился в интеллигентной московской семье. Мать — Евгения Васильевна Шиловская, сестра инженера К. В. Шиловского (1880—1958), изобретателя гидролокатора. Виктор рано остался без родителей: отец — коммивояжёр В. Эйхов внезапно скончался, мать ненадолго пережила его. Четверых маленьких детей взяли на воспитание родственники; маленького Виктора взяла к себе тётя, сестра отца.
Окончил театральное училище при Театре им. Вахтангова и сразу был принят в труппу театра, где служил (с очень небольшим перерывом) до конца жизни.
Похоронен на Ваганьковском кладбище.

## Творчество

### Театральные работы
- 1927 — «Разлом» Б. Лавренёва. Режиссёр: А. Д. Попов — Полковник Ярцев (ввод)
- 1930 — «Темп» Н. Ф. Погодина. Режиссёры: О. Н. Басов, К. Я. Миронов, А. А. Орочко, Б. В. Щукин
- 1932 — «Егор Булычов и другие» М. Горького. Режиссёр: Б. Е. Захава — Донат
- 1933 — «Достигаев и другие» М.Горького. Режиссёр: Б. Е. Захава — Донат
- 1933 — «Интервенция» Л. Славина. Режиссёр: Р. Н. Симонов — сенегалец Али
- 1934 — «Человеческая комедия» по Бальзаку. Режиссёры: А. Д. Козловский, Б. В. Щукин — Леонардо
- 1935 — «Далёкое» А. Н. Афиногенова. Режиссёр: И. М. Толчанов
- 1935 — «Шляпа» Плетнева. Режиссёр: Р. Н. Симонов
- 1935 — «Аристократы» Н. Погодина. Режиссёр: Б. Е. Захава — дьякон
- 1936 — «Флоридсдорф» Ф.Вольфа. Режиссёры: П. Г. Антокольский, А. И. Ремизова
- 1936 — «Много шума из ничего» Шекспира. Режиссёры: Мария Синельникова и Иосиф Рапопорт — Барахио
- 1940 — «Фельдмаршал Кутузов» В. А. Соловьева. Режиссёр: Н. П. Охлопков — Степан
- 1942 — «Олеко Дундич» A. Ржешевского и М. Каца. Режиссёр: А. Д. Дикий — Мирко
- 20 ноября 1942 г. — «Сирано де Бержерак» Э. Ростана. Режиссёр: Н. П. Охлопков — 3-й гвардеец
- 1944 — «Гроза» А. Н. Островского. Режиссёр: Б. Е. Захава — Дикой
- 1945 — «Великий государь» В. А. Соловьева. Режиссёр: Б. Е. Захава — Юрьев